# キヴォトス
キヴォトス (ギリシア語: Κιβωτός) は、グレヴェナの村及びコミュニティ。バシル・クンチョフの統計によると、1900年時点で、160人のギリシャ人キリスト教徒、500人のギリシャ語を話すイスラム教徒、50人のロマが住んでいた。